# Cuatro Caminos (stanice metra v Madridu)
Cuatro Caminos (plným názvem španělsky Estación de Cuatro Caminos; doslovně přeloženo jako „Čtyři cesty“ nebo „Čtyřcestí“) je stanice metra v Madridu. Nachází se pod stejnojmenným náměstím (Glorieta de Cuatro Caminos) s dalším výstupem do ulice Santa Engracia v severozápadní části města, na rozhraní čtvrtí Tetuán a Chamberí. Stanice slouží také jako terminál několika linek povrchové autobusové dopravy. Na stanici se kříží linky metra 1, 2 (ta ve stanici končí) a okružní linka 6. Stanice je nejhlubší v celé síti, nástupiště linky 6 se nachází v hloubce 45 m pod povrchem. Stanice se nachází v tarifní zóně A a je bezbariérově přístupná.

## Historie
Stanice vznikla jako jedna z prvních v Madridu – 17. října 1919 – jako součást prvního úseku linky 1, který vedl právě mezi stanicemi Sol a Cuatro Caminos. Součástí výstavby byl i vznik depa Cuatro Caminos. 6. března 1929 byla linka 1 prodloužena do stanice Tetuán a o několik měsíců později, 10. září, byla otevřena nástupiště linky 2 (v rámci prodloužení ze stanice Quevedo do stanice Cuatro Caminos) a stanice se stala přestupní. Stanice od té doby zůstala konečnou stanicí linky 2. V 60. letech prošla linka 1 rekonstrukcí, v rámci které byla nástupiště stanic prodloužená z 60 metrů na 90 metrů.
Dalšího rozvoje se stanice dočkala 11. října 1979, kdy se stala konečnou stanicí prvního úseku linky 6 mezi stanicemi Pacífico a Cuatro Caminos. Později, 13. ledna 1987, byla linka 6 prodloužena do stanice Ciudad Universitaria.
V letech 2004–2005 byl zbourán silniční most vedoucí napříč náměstím a byl nahrazen tunelem umístěným v prostoru mezi nástupišti linek.

## Popis
Nástupiště na lince 1 se nachází poměrně mělko pod ulicí Santa Engracia, kousek na jih od vlastního náměstí. Nástupiště linky 2 se nachází pod ulicí Bravo Murillo, na stejné úrovni jako nástupiště linky 1. Má jedno ostrovní a jedno boční nástupiště, toto neobvyklé uspořádání mají kromě ní jen stanice Argüelles a Puerta de Arganda. Nástupiště linky 6 je položeno výrazně hlouběji než ostatní. Nachází se pod ulicí Raimundo Fernández Villaverde, východně od náměstí Cuatro Caminos, se zbývajícími nástupišti je spojeno několika navazujícími eskalátory a výtahem.

## Provoz
Ze stanice vede odbočka do depa Cuatro Caminos, které slouží nepřetržitě od počátku provozu madridského metra. Ve stanici se nacházejí výtahy umožňující pohyb osobám se sníženými schopnostmi pohybu a orientace; dále zde najdeme trafiku, stánek ONCE a dva bankomaty.

## Budoucnost
Stanice je postavena tak, aby bylo možné stanici rozšířit o nástupiště čtvrté linky (konkrétně by se jednalo o prodloužení linky 3 ze stanice Moncloa.

## Fotogalerie

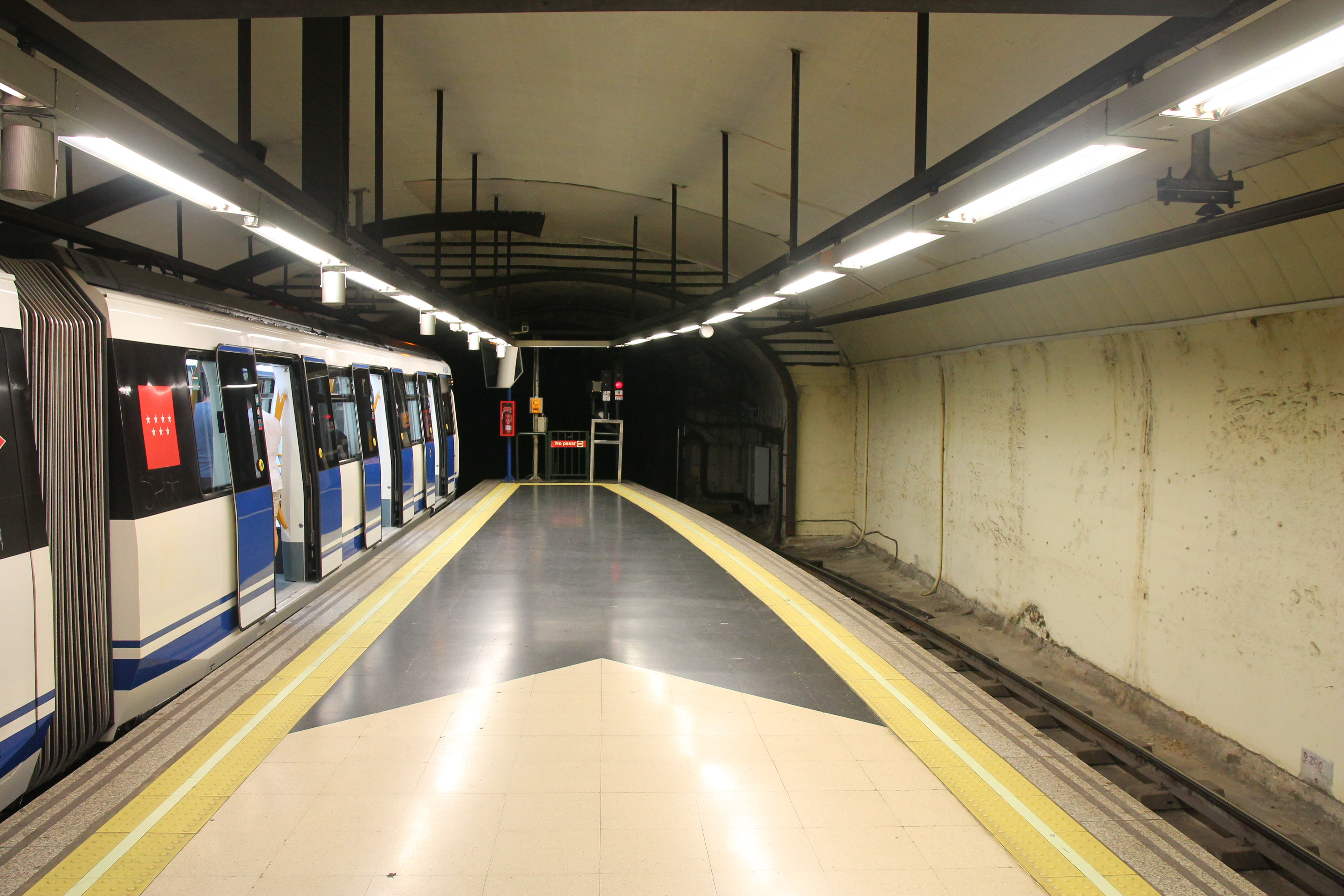
Nástupiště linky 2
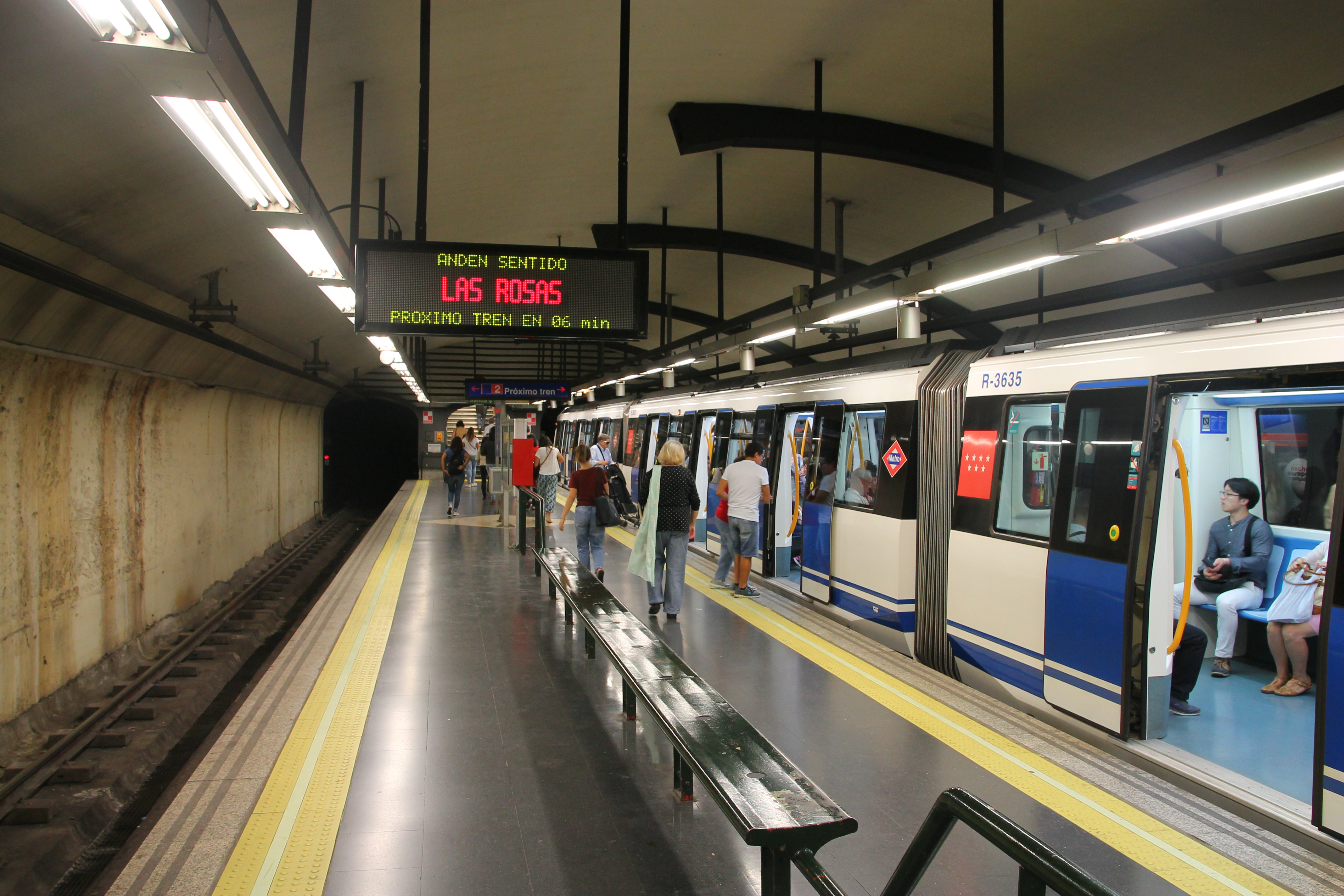
Nástupiště linky 2
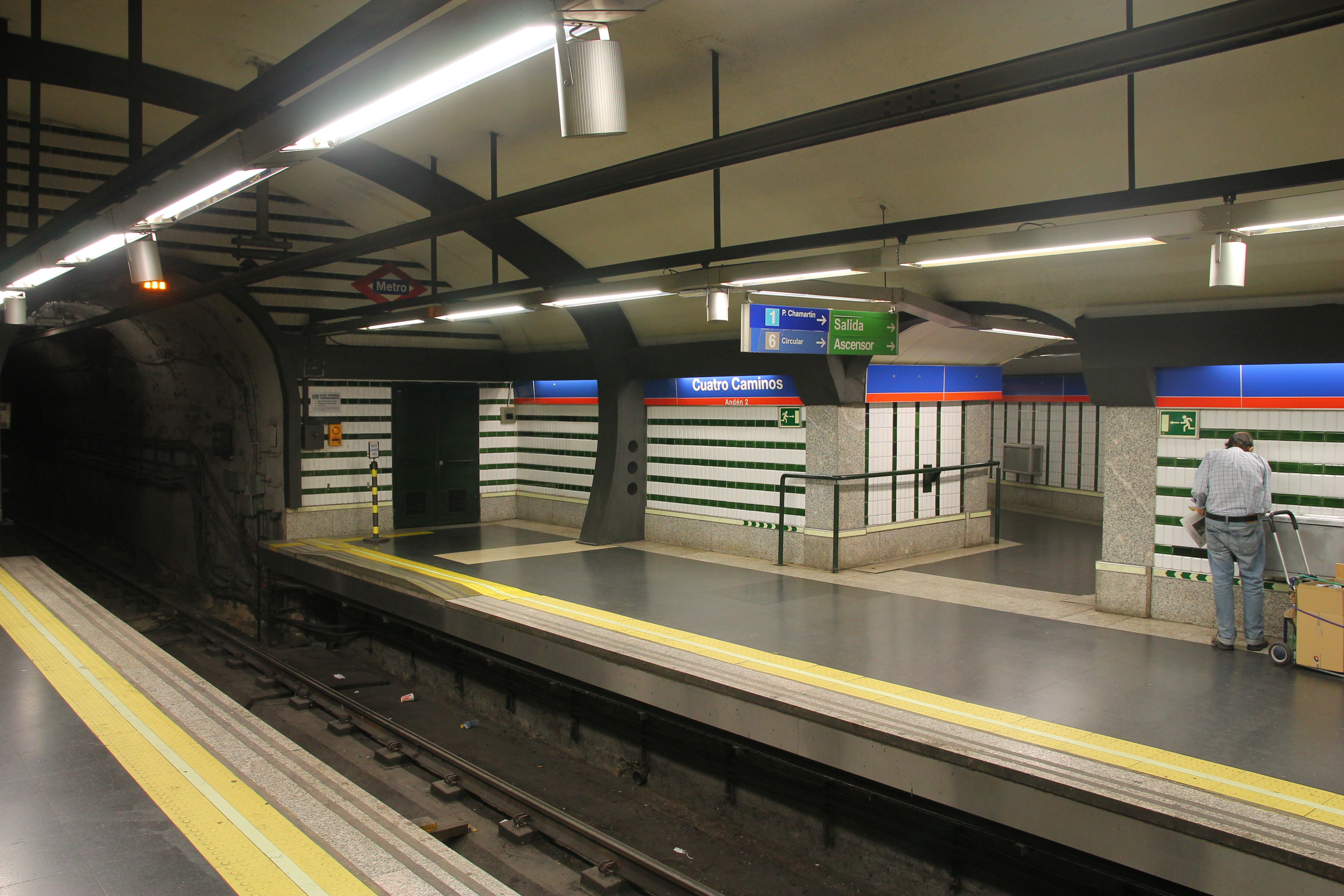
Nástupiště linky 2, vlak vykonávající obrat
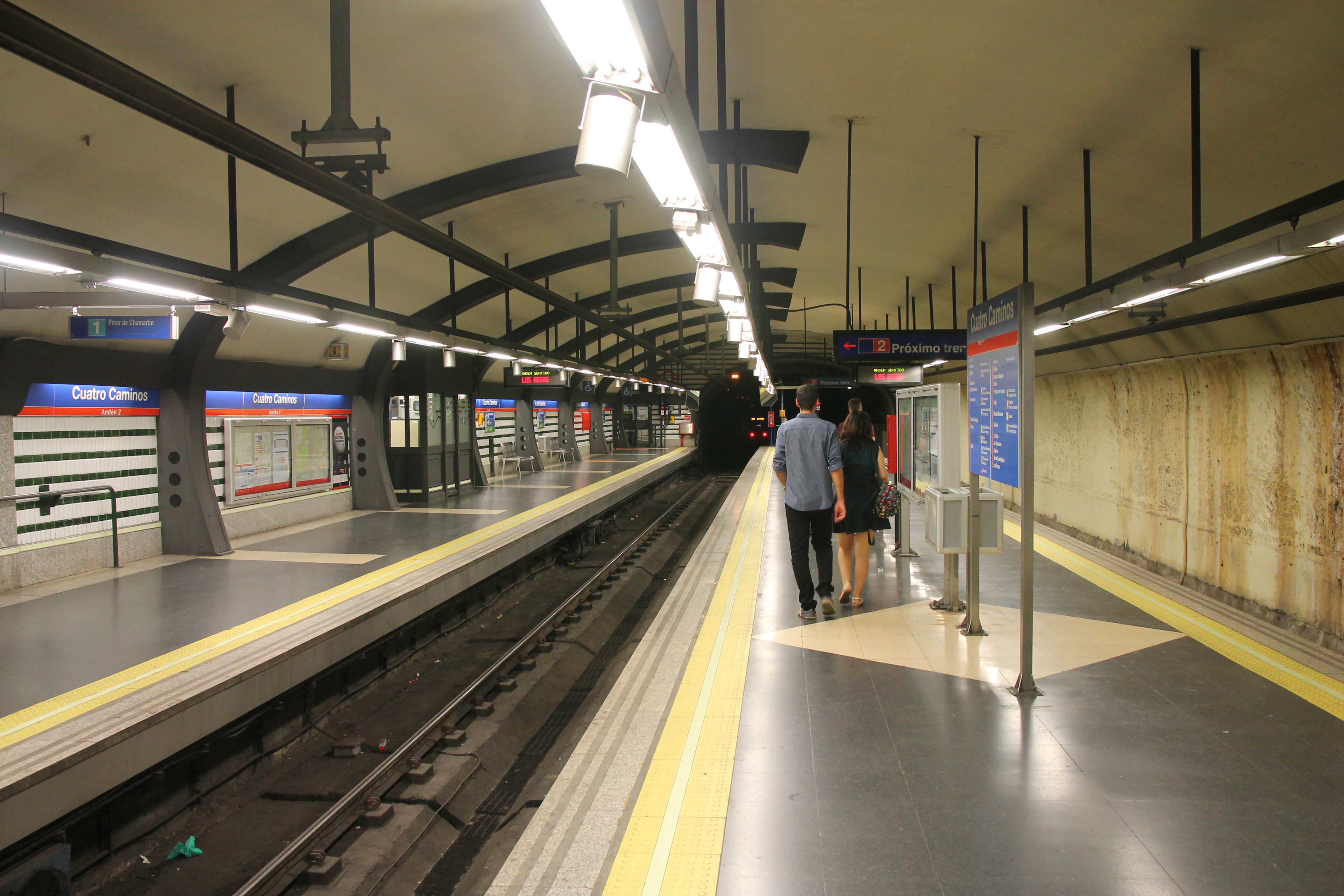
Nástupiště linky 2
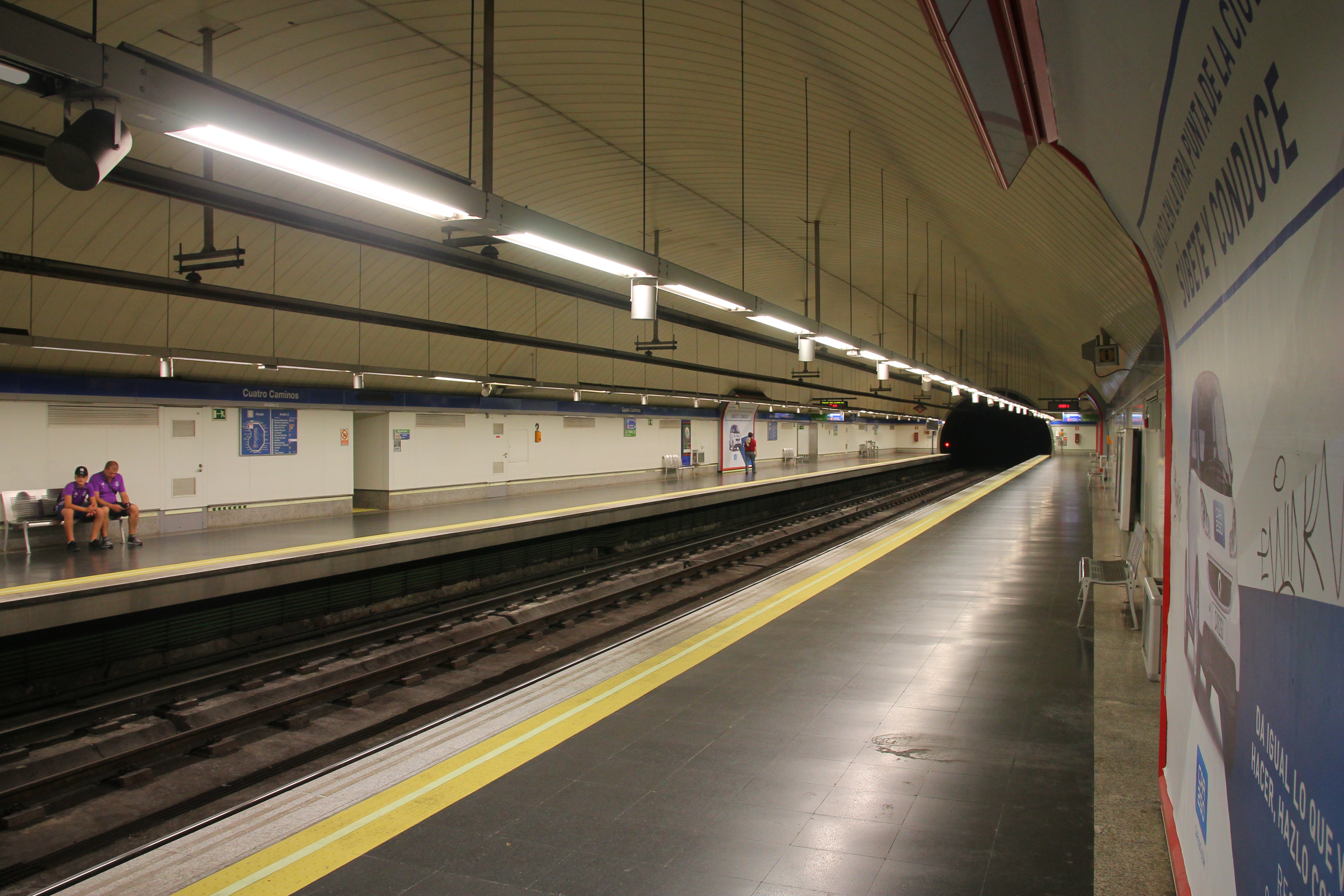
Nástupiště linky 6
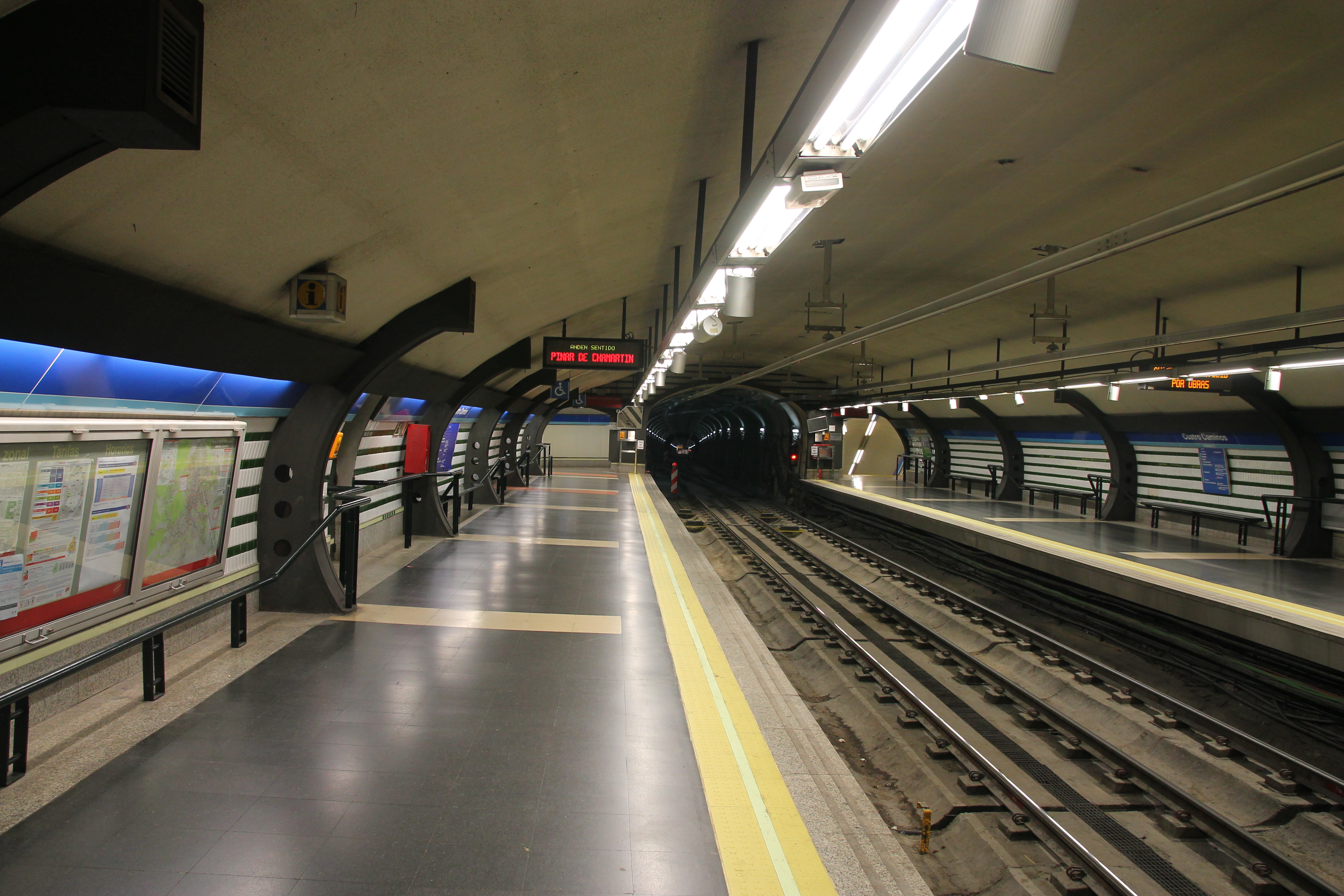
Nástupiště linky 1
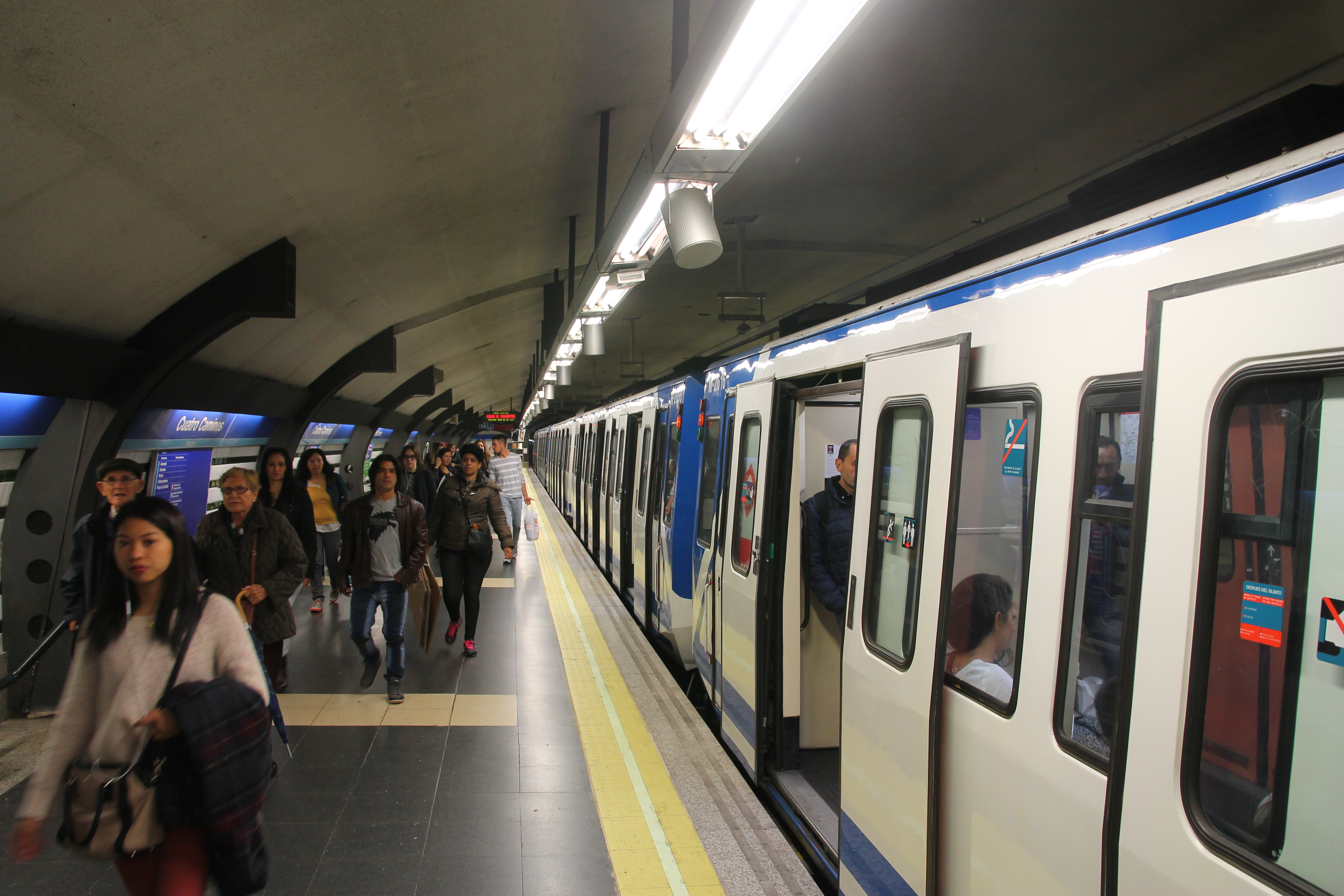
Nástupiště linky 1
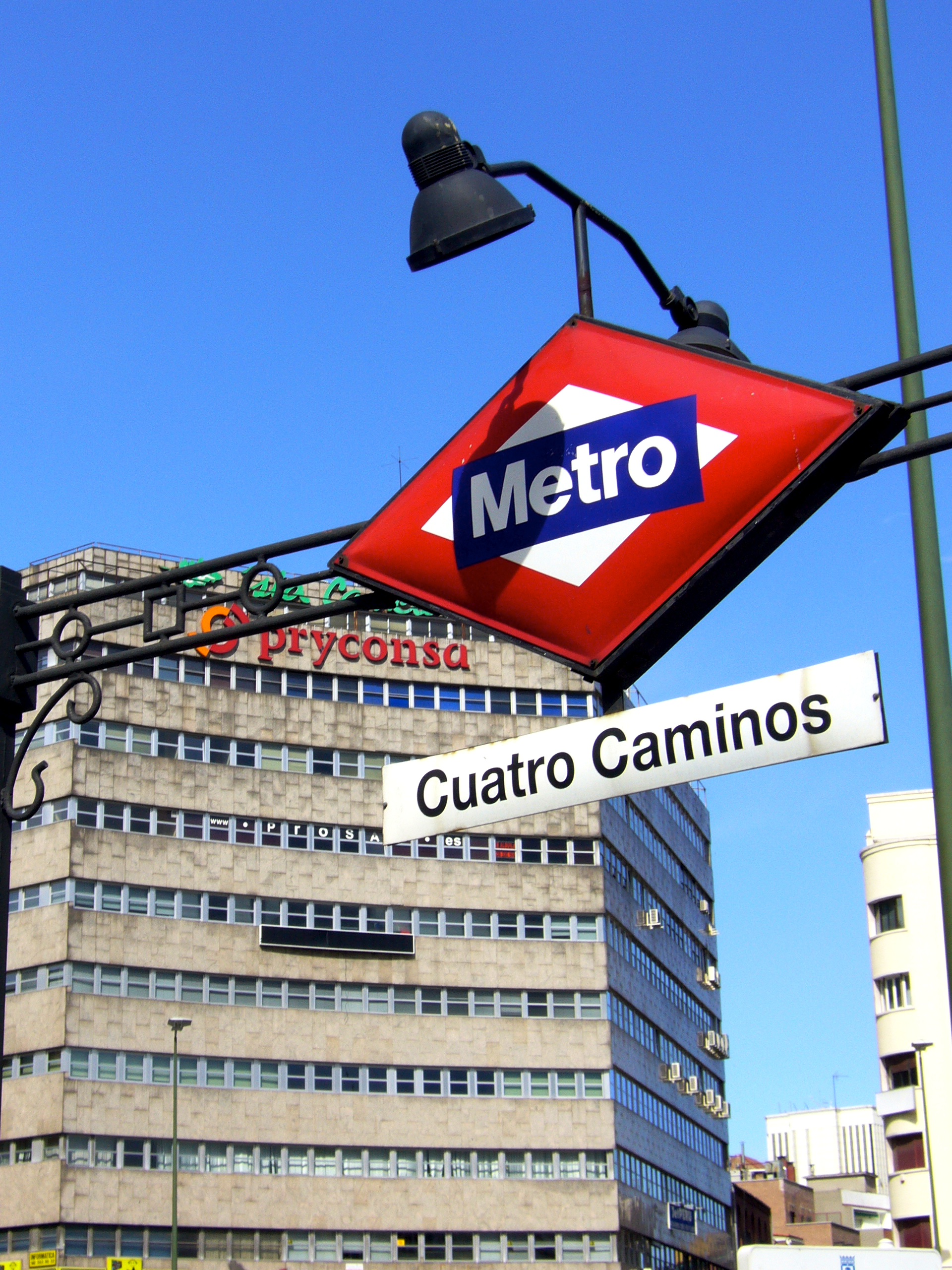
Vstup do stanice
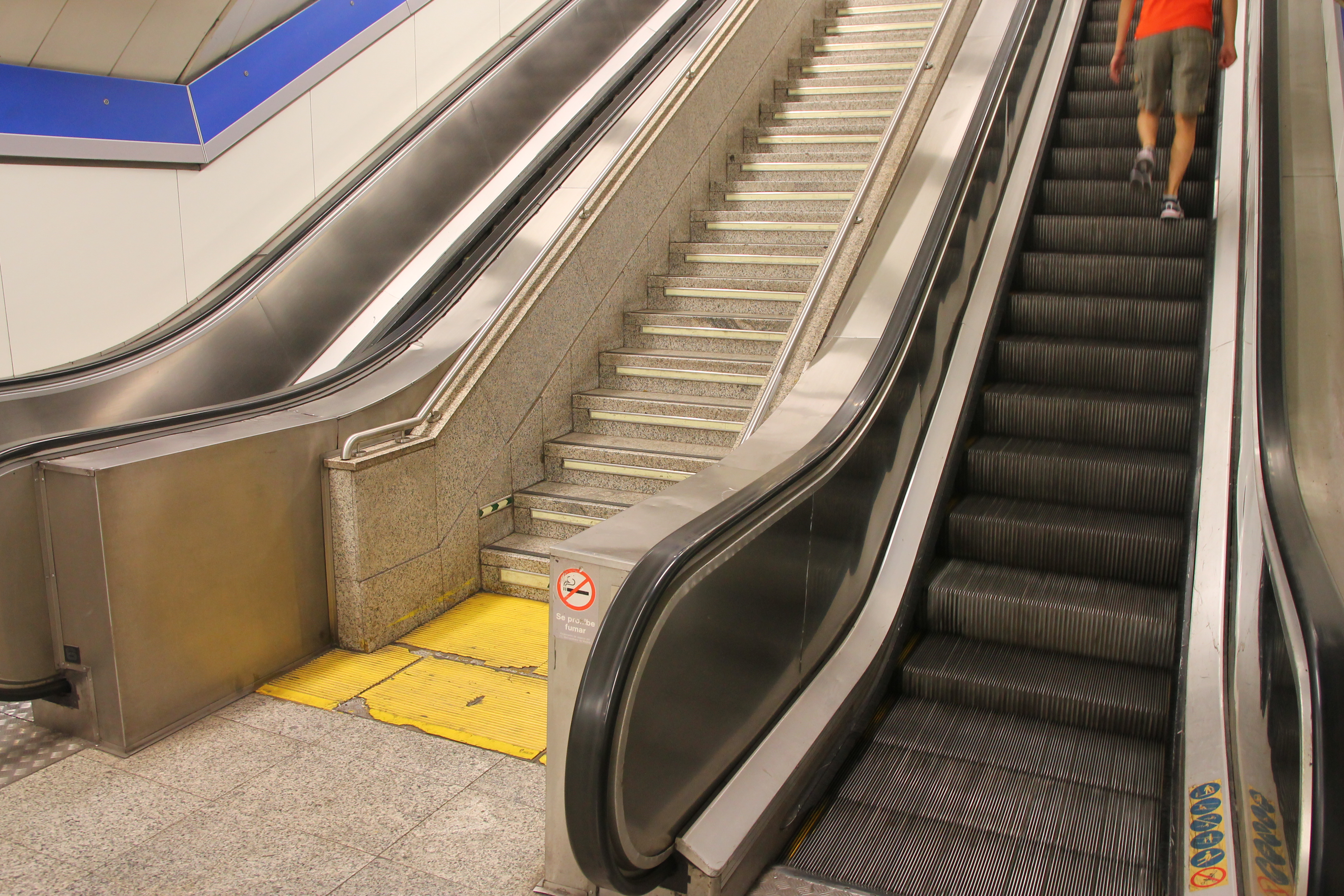
Eskalátory na přestupu
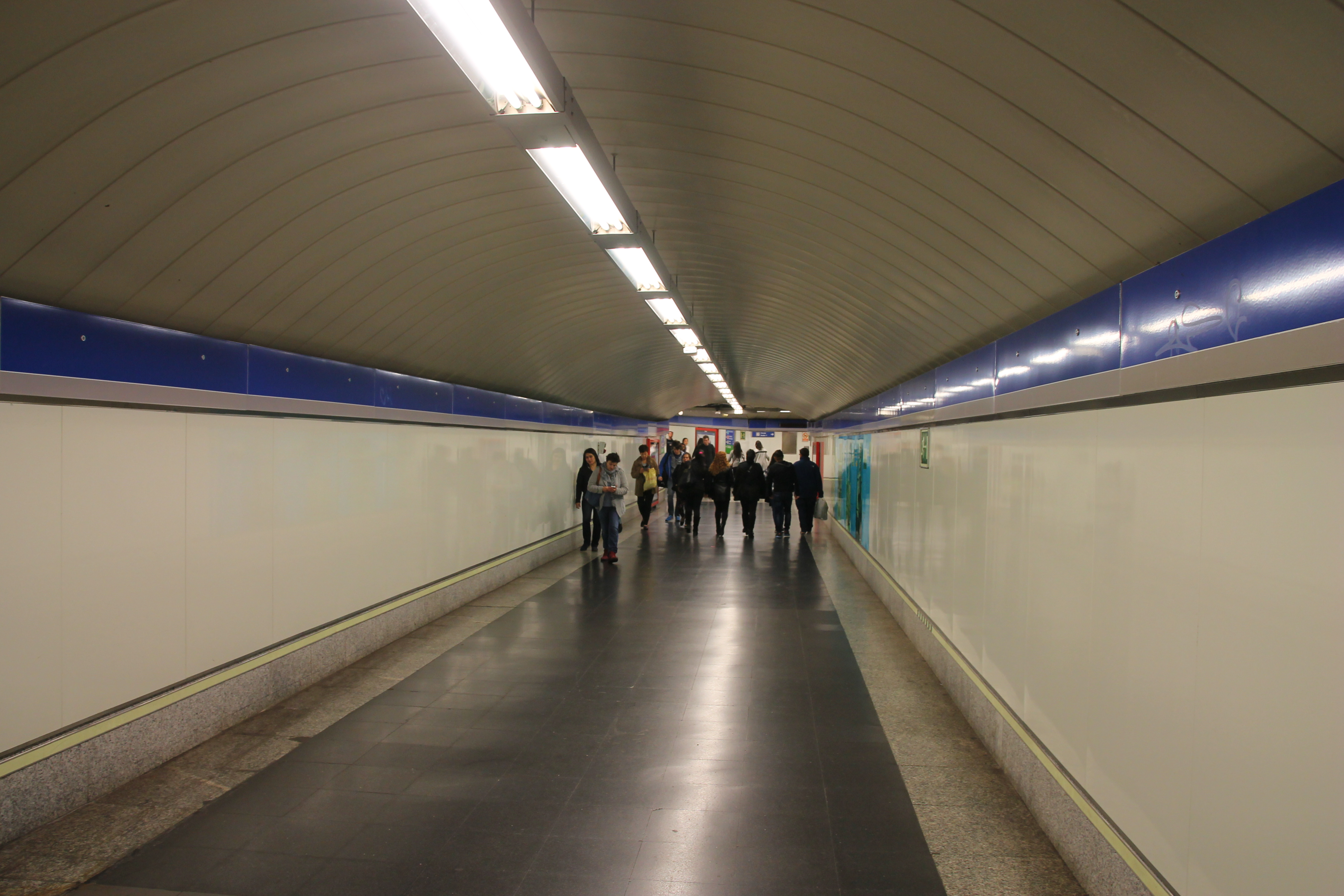
Chodba vedoucí k výtahu na přestupu
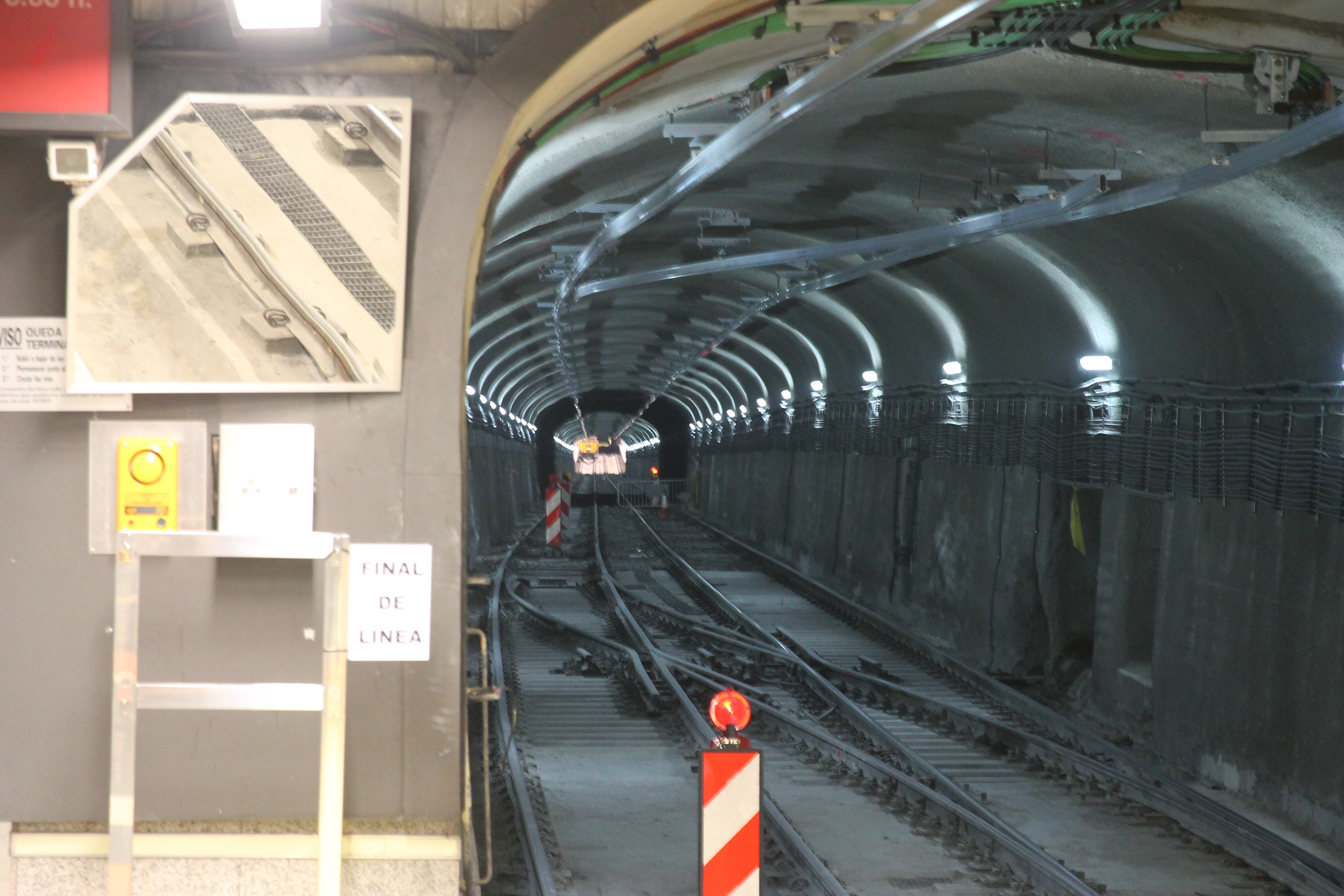
Tunel linky 1 směrem do stanice Ríos Rosas během rekonstrukce v roce 2016
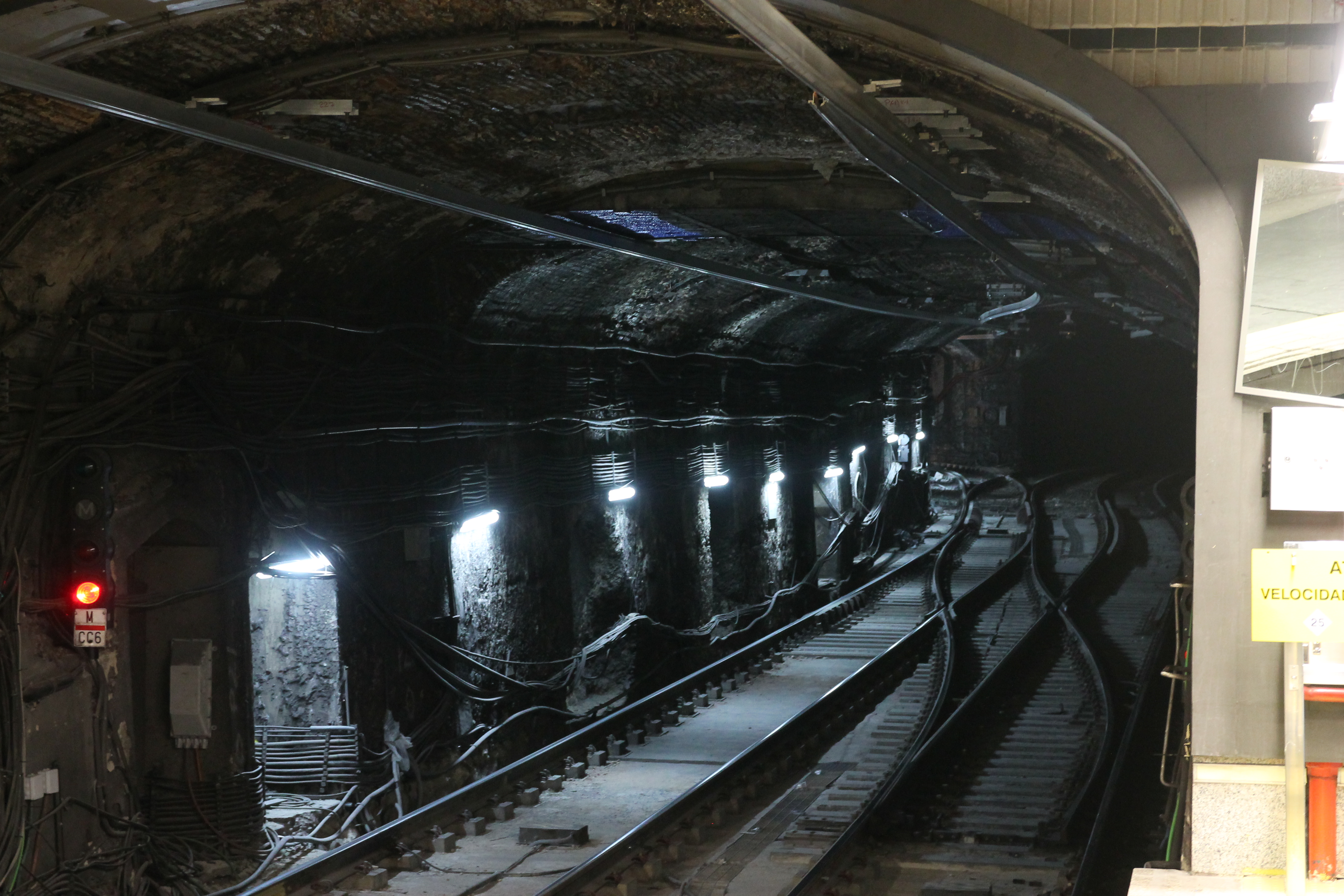
Tunel linky 1 směrem do stanice Alvarado s odbočkou do depa (vlevo)
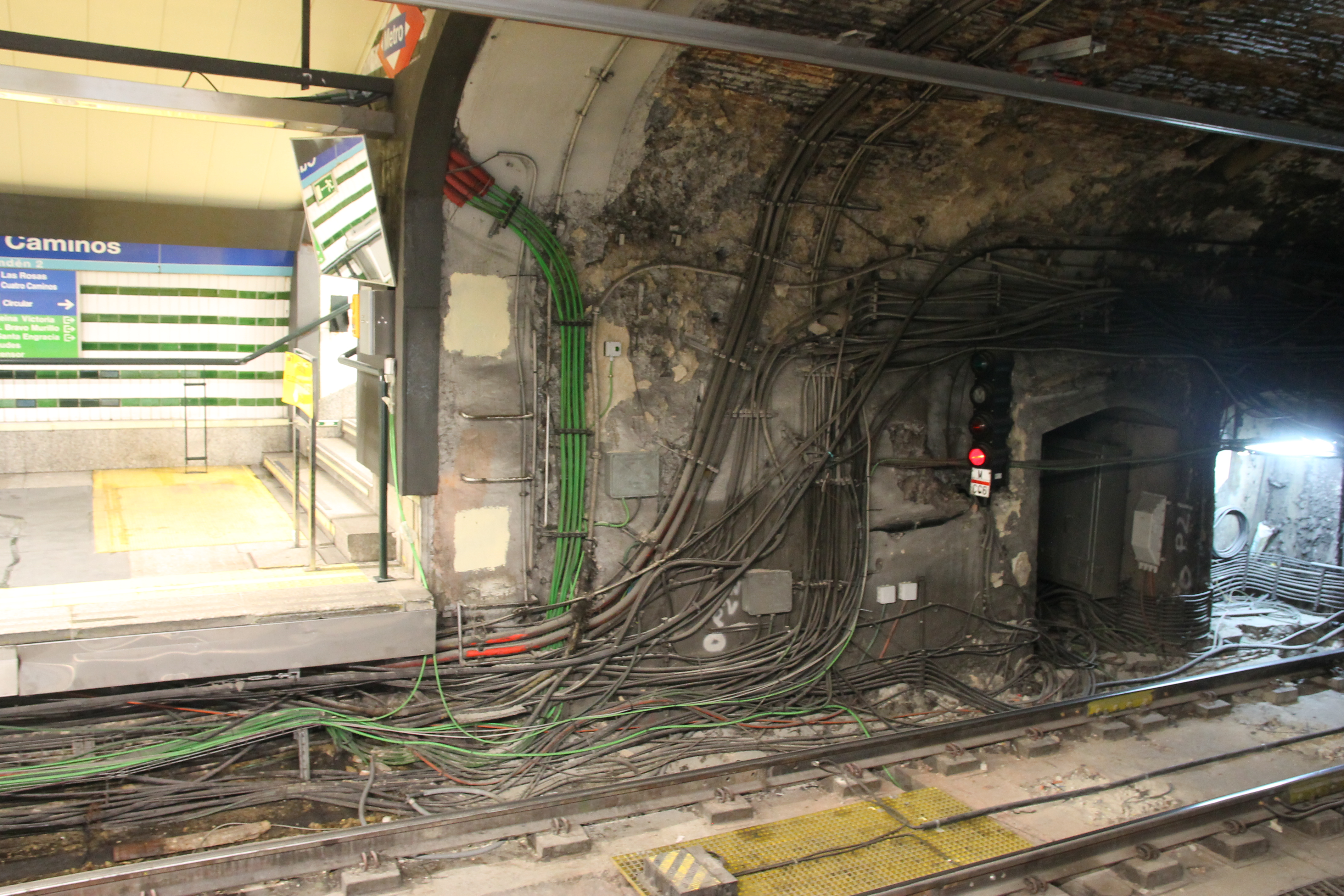
Kabeláž v tunelu linky 1
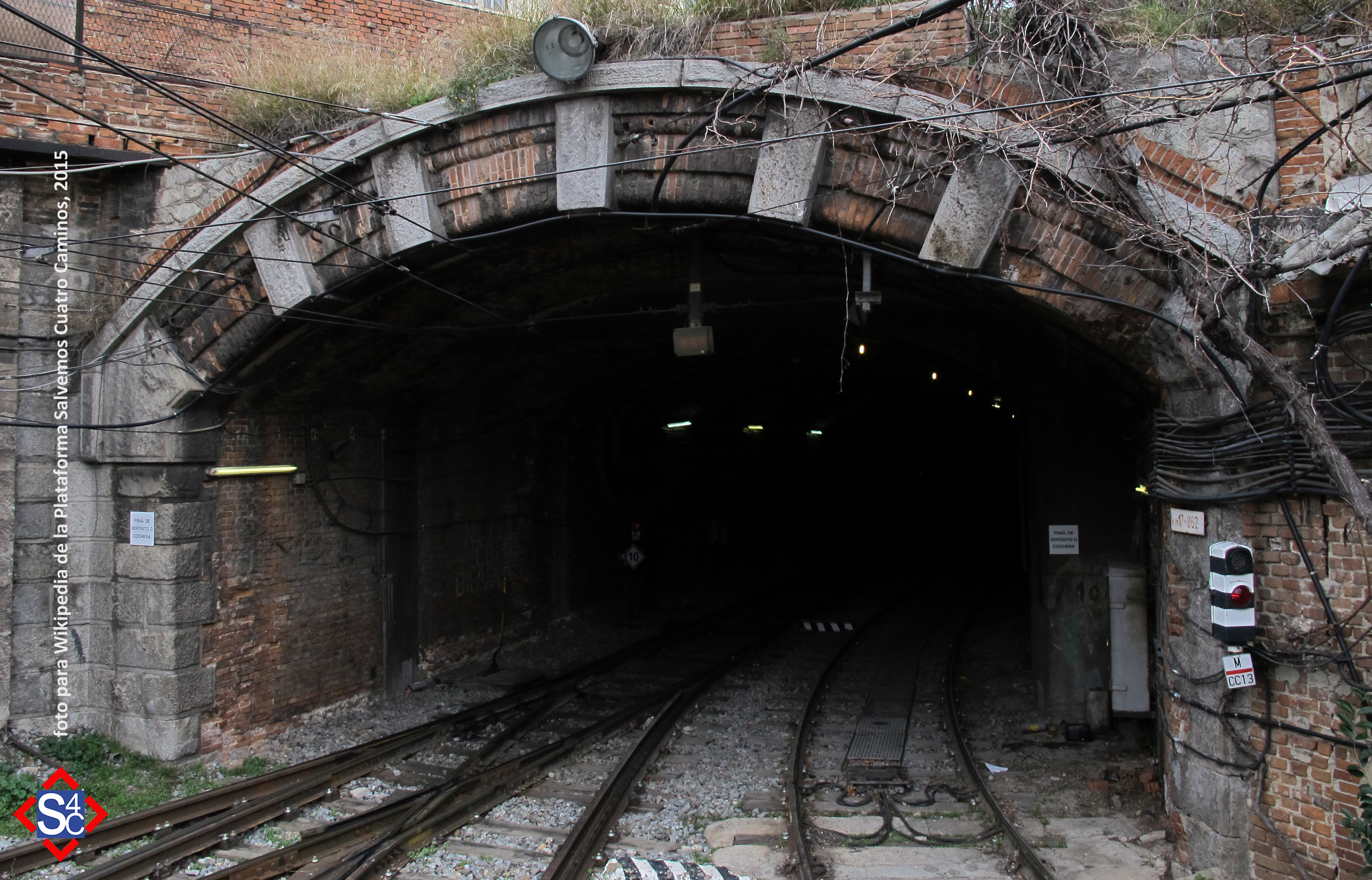
Ústí tunelu do depa
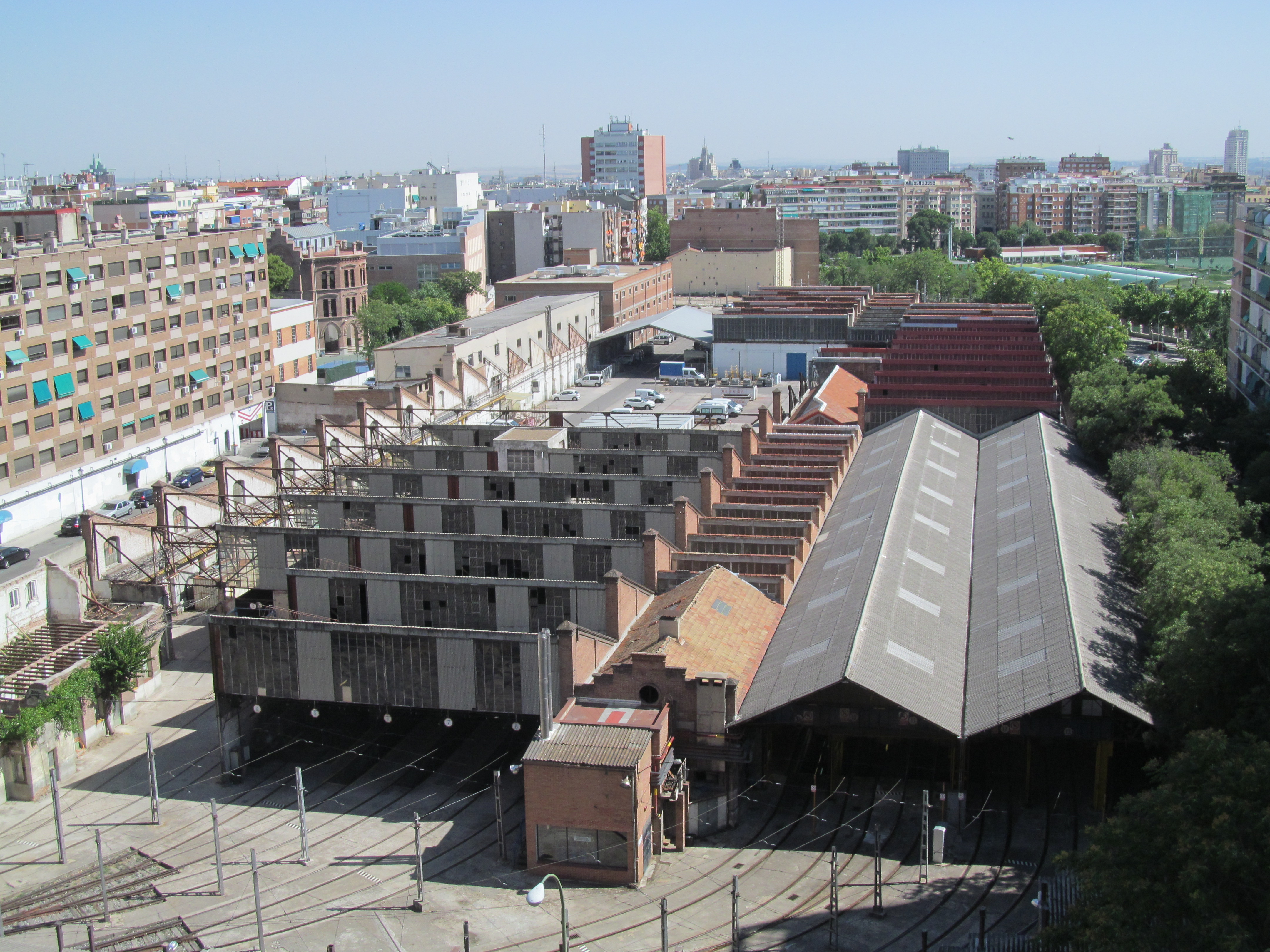
Depo Cuatro Caminos
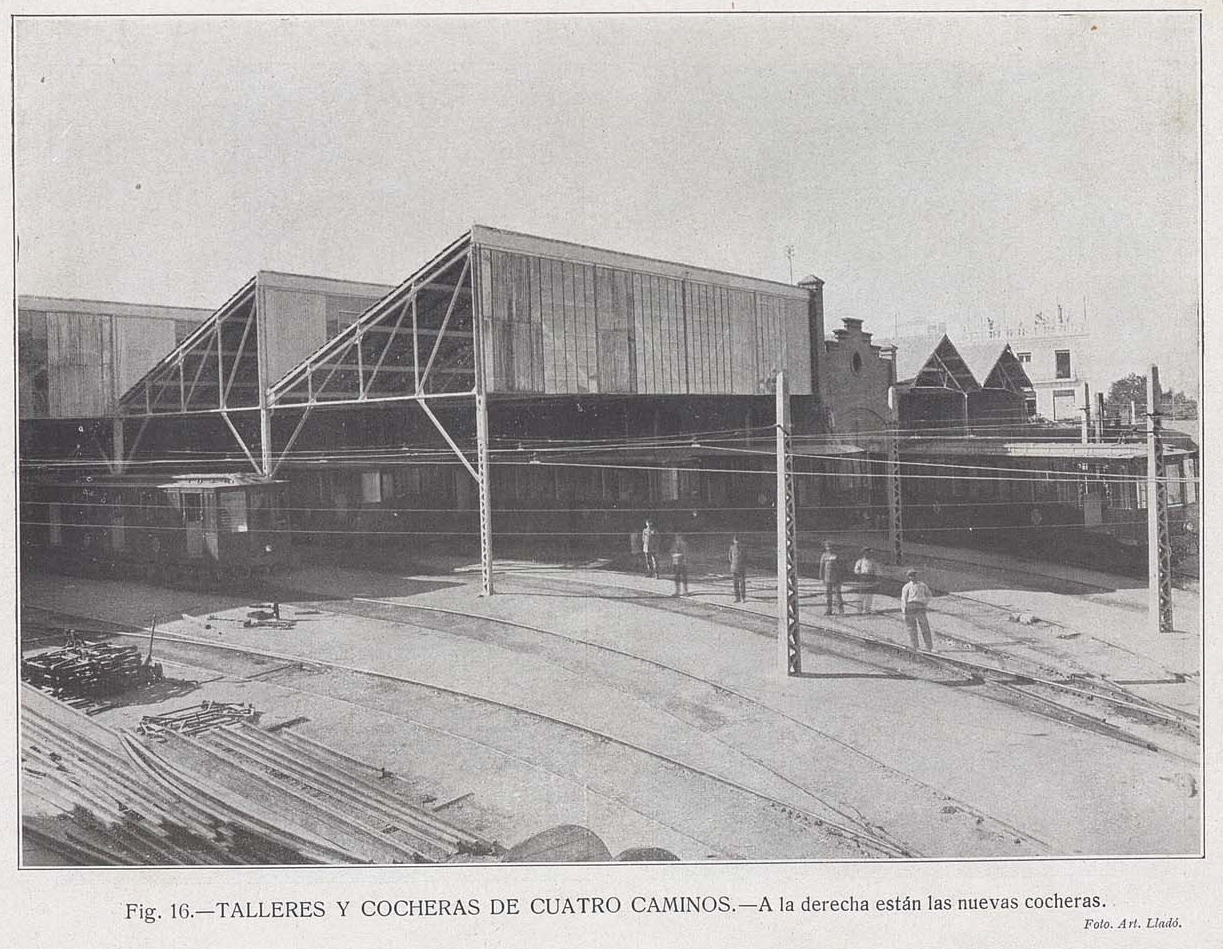
Depo v roce 1921